# Shot in the Dark
Shot in the Dark – płyta koncertowa Zodiac uwieczniona na filmie. Wydany jako VHS (2000) i DVD (2002).

## Dane DVD
- Video: 4:3 (selected extras 16:9), NTSC Only
- Audio: Stereo Only
- Region: 0 (Multi-Region)

## Lista utworów/scen
1. Rich
2. Uninvited Guest
3. Goodbye to All That
4. Afraid of Sunlight
5. Easter
6. Deserve
7. Beyond You (Acoustic)
8. The Space (Acoustic)
9. Sugar Mice (Acoustic)
10. Answering Machine (Acoustic)
11. Berlin
12. Waiting to Happen
13. Cathedral Wall
14. Garden Party
15. Abraham, Martin and John

PLUS DVD EXTRAS
1. The Bell in the Sea
2. The Great Escape
3. Memory of Water
4. King
5. 80 Days (Acoustic)
6. Blackbird (Acoustic)
7. Cover My Eyes (Acoustic)
8. Hey Jude (Acoustic)
9. Rich (Rehearsal)
10. marillion.com EPK
11. On-the-Road Out-Takes